# حادث جزيرة الثلاثة أميال

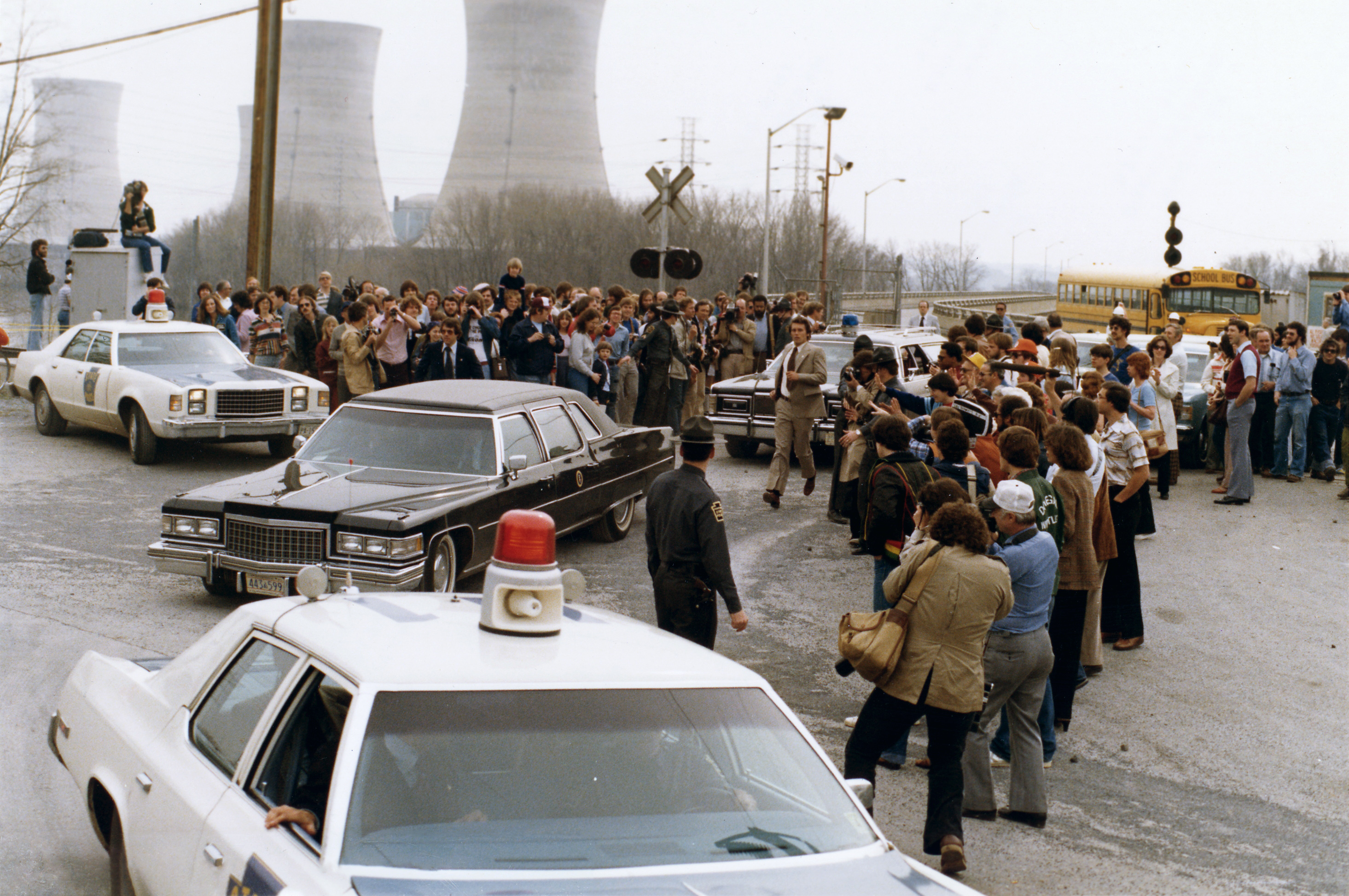
الرئيس جيمي كارتر يغادر جزيرة الثلاثة أميال في 1 أبريل 1979.

حادث جزيرة الثلاثة أميال كان حادث حصل فيه انصهار نووي جزئي في الوحدة الثانية (مفاعل يعمل بالماء المضغوط المصنعة من قبل شركة بابكوك آند ويلكوكس) من محطة توليد نووية جزيرة الثلاثة أميال في مقاطعة دوفين، بنسلفانيا قرب هاريسبرج، الولايات المتحدة في عام 1979.
كان هذا الحادث هو الأكثر أهمية في تاريخ صناعة توليد الطاقة النووية التجارية للولايات المتحدة الأمريكية، حيث أسفر الحادث عن تسرب حوالي 481 بيتا-بيكريل (13 مليون كوري) من الغازات المشعة، وأقل من 740 غيغا بيكريل (20 كوري ) من نظير اليود-131 الخطر.
بدأ الحادث في الساعة الرابعة صباحا يوم الأربعاء 28 مارس 1979، مع ظهور عطل في النظام الثانوي غير النووي، تلاه انفلات في صمام في النظام الأساسي مما سمح لكميات كبيرة من سائل تبريد المفاعل النووي بالتسرب. تصاحبت هذه الأعطال مع فشل في تدريب طاقم المحطة في احتواء الوضع وقلة التدريب على التعامل مع الحوادث مما أدى إلى فقدان السيطرة وعدم القدرة على الحكم الصائب. انتهت المشكلة بعد خمس أيام بعد التمكن من فهم ما حصل والسيطرة على الوضع بعد الإخلاء الطارئ للمحيط من السكان.

## الحادث

### خلفية
كان مفاعل تي إم آي-2 يعمل بطاقة تبلغ 97%، في ساعات الليل السابقة للحادث، بينما كان مفاعل تي إم آي-1 المرافق مُغلقًا للتزود بالوقود. بدأت سلسلة الأحداث الرئيسية التي أدت إلى الانصهار الجزئي للنواة في الساعة 4:37 صباحًا بتوقيت شرق الولايات المتحدة في 28 مارس 1979، في حلقة تي إم آي-2 الثانوية، وهي إحدى حلقات الماء/البخار الثلاثة الرئيسية في مفاعل الماء المضغوط (بّي دبليو آر).
وقع المسبب الأولي للحادث قبل أحد عشر ساعة، خلال محاولة المشغلين إصلاح انسداد في إحدى أدوات صقل المكثف الثمانية، وهي مرشحات متطورة تُنقي مياه الحلقة الثانوية. صُممت هذه المرشحات لمنع تراكم المعادن والشوائب في الماء في المولدات البخارية، وزيادة معدلات التآكل في الجانب الثانوي.
تُعد الانسدادات في مرشحات الراتينج هذه شائعة وعادةً ما يتم إصلاحها بسهولة، ولكن في هذه الحالة لم تنجح الطريقة المعتادة في إخراج الراتينج العالق بالهواء المضغوط. قرر المشغلون نفخ الهواء المضغوط في الماء والسماح لقوة الماء بإزالة الراتينج. عندما أجبروا الراتنج على الخروج، شقت كمية صغيرة من الماء طريقها عبر صمام لا رجعي مفتوح-عالق ووجدت طريقها إلى خط هوائي لجهاز. أدى ذلك في نهاية المطاف إلى إيقاف تشغيل مضخات مياه التغذية والمضخات المعززة للمكثفات ومضخات التكثيف في حوالي الساعة 4:00 صباحًا، ما أدى بدوره إلى توقف العنفة المفاجئ.

### فرط إحماء المفاعل وعطل صمام التنفيس
ازدادت الحرارة والضغط في نظام تبريد المفاعل، لأن المولدات البخارية لم تعد تتلقى مياه التغذية، فنفذ المفاعل إطفاء اضطراري (إس سي آر إيه إم). في غضون ثماني ثوانٍ، أُدخلت قضبان التحكم في النواة لإيقاف التفاعل النووي التسلسلي. ومع ذلك، استمر المفاعل في توليد حرارة الاضمحلال، ولأن العنفة لم تعد تستخدم البخار، لم تُزال الحرارة من حلقة المياه الأولية للمفاعل.
نُشطت ثلاث مضخات مساعدة تلقائيًا، بمجرد توقف مضخات مياه التغذية الثانوية. ولكن لم يتمكن النظام من ضخ المياه، بسبب إغلاق الصمامات للصيانة الدورية. كان إغلاق هذه الصمامات انتهاكًا لقاعدة رئيسية للجنة التنظيمية النووية (إن آر سي)، والتي يجب بموجبها إغلاق المفاعل عند إغلاق جميع مضخات التغذية المساعدة للصيانة. لاحقًا، اعتبر مسؤولو اللجنة التنظيمية النووية ذلك فشلًا رئيسيًا.
أدى فقدان إزالة الحرارة من الحلقة الأولية وفشل تنشيط النظام المساعد إلى زيادة ضغط الحلقة الأولية، ما أدى إلى فتح صمام التنفيس الدليلي في الجزء العلوي من الضاغط -خزان مُنظم فعال للضغط- تلقائيًا. كان يجب إغلاق صمام التنفيس عند تحرير الضغط الزائد، وقطع الطاقة الكهربائية عن الملف اللولبي للصمام الدليلي تلقائيًا، ولكن صمام التنفيس ظل مفتوحًا بسبب عطل ميكانيكي. سمح الصمام المفتوح بتسرب مياه المبرد من النظام الأولي، وكان هذا السبب الميكانيكي الرئيسي لانخفاض ضغط نظام التبريد الأولي انهيار النواة الجزئي الذي أعقب ذلك.
كشف التحقيق في واجهة مستخدم أنظمة التحكم في المفاعل عن مشاكل هندسية حاسمة في واجهة المستخدم. رغم أن الصمام كان عالقًا في وضع الفتح، أشار ضوء على لوحة التحكم ظاهريًا إلى أن الصمام كان مغلقًا. ولكن في الواقع، لم يشير الضوء إلى موضع الصمام، أشار فقط إلى حالة الملف اللولبي؛ هل هو مزود بالطاقة أم لا، وبالتالي أعطى دليلًا كاذبًا على أن الصمام مغلق. ونتيجةً لذلك، لم يُشخص المشغلون المشكلة بشكل صحيح لبعد عدة ساعات.
كان تصميم ضوء مؤشر صمام التنفيس الدليلي عيبًا أساسيًا. وصّل المصباح ببساطة بالتوازي مع الملف اللولبي للصمام، ما يعني ضمنيًا أن صمام التنفيس الدليلي يُغلق عند انطفاء المصباح، دون التحقق فعليًا من الوضع الحقيقي للصمام. عندما كان كل شيء يعمل بشكل صحيح، كان المؤشر صحيحًا واعتاد المشغلون على الاعتماد عليه. ولكن، عندما ساءت الأمور وظل صمام التنفيس الرئيسي مفتوحًا، ضلل المصباح غير المضاء المشغلين بالفعل من خلال الإشارة إلى أن الصمام مغلق. تسبب ذلك في ارتباك كبير للمشغلين، لأن مستويات الضغط ودرجة الحرارة والمبرد في الدائرة الأولية، بقدر ما أمكنهم ملاحظتها عبر أجهزتهم، لم تكن تتصرف كما يجب عليها لو كان صمام التنفيس الدليلي مغلق. ساهم هذا الارتباك في شدة الحادث، لأن المشغلين لم يتمكنوا من الخروج من دائرة الافتراضات التي تعارضت مع ما أخبرتهم به أجهزتهم. لم تُشخص المشكلة بشكل صحيح حتى وصل مناوبة جديدة من المشغلين لم يكن لديهم عقلية المناوبة الأولى. بحلول ذلك الوقت، كان قد حدث ضررًا كبيرًا.
لم يُدرب المشغلين على فهم الطبيعة الغامضة لمؤشر صمام التنفيس الدليلي، والبحث عن تأكيد بديل بأن صمام التنفيس الرئيسي مغلق. كان يمكن أن يلمح مؤشر درجة حرارة التدفق الوارد، يقع المستشعر الخاص به عند ذيل الأنبوب بين صمام التنفيس الدليلي وخزان تصريف الضغط، إلى صمام عالق لو لاحظ المشغلون قراءته الأعلى من المعتاد. ولكنه، لم يكن جزءًا من مجموعة مؤشرات «درجة السلامة» المصممة لاستخدامها بعد وقوع حادث، ولم يُدرب الموظفين على استخدامه. كان موقعه على الجزء الخلفي من لوحة العدادات التي بلغ ارتفاعها سبعة أقدام، ما يعني أيضًا أنه كان بعيدًا عن الأنظار.

### إزالة الضغط من نظام تبريد المفاعل الأولي
مع استمرار انخفاض الضغط في النظام الأولي، استمر مبرد المفاعل في التدفق، ولكنه كان يغلي داخل النواة. تكونت في البداية فقاعات صغيرة من البخار وانهارت فوريًا، ويُعرف هذا باسم غليان النواة. ومع انخفاض ضغط النظام بشكل أكبر، بدأت جيوب البخار تتشكل في مبرد المفاعل. تسبب هذا الانحراف من غليان النوى (دي إم بي) إلى نظام «غليان الغشاء» في حدوث فراغات بخارية في قنوات التبريد، ما أدى إلى منع تدفق المبرد وزيادة درجة حرارة تكسية الوقود بشكل كبير. كان مستوى الماء الإجمالي داخل الضاغط يرتفع رغم فقدان المبرد عبر صمام التنفيس الدليلي المفتوح، إذ زاد حجم هذه الفراغات البخارية بسرعة أكبر بكثير من سرعة فقدان المبرد. وبسبب عدم وجود جهاز مخصص لقياس مستوى المياه في النواة، حكم المشغلون على مستوى المياه في النواة من خلال مستواه في الضاغط فقط. ونظرًا لارتفاعه، افترضوا أن النواة مغطاة بالمبرد بشكل مناسب، غير مدركين أن المؤشر قدم قراءات مضللة بسبب تكون البخار في وعاء المفاعل. ساهمت مؤشرات ارتفاع مستويات المياه في حدوث ارتباك، إذ كان المشغلون قلقين بشأن «تصلب» الحلقة الأولية، (أي عدم وجود حاجز جيب بخاري في الضاغط) التي دربوا على عدم السماح بحدوثها. كان هذا الارتباك مساهمًا رئيسيًا في الفشل الأولي في الإدراك أن الحادث هو حادث فقدان المبرد، ودفع المشغلين إلى إيقاف مضخات حالات الطوارئ لتبريد النواة، التي بدأت تلقائيًا بعد توقف صمام التنفيس الدليلي وبدء فقدان المبرد الأساسي، بسبب مخاوفهم من أن النظام مُلء بشكل زائد.
مع استمرار فتح صمام التنفيس الدليلي، طفح خزان تصريف الضغط الذي يجمع التفريغ من صمام التنفيس الدليلي، ما أدى إلى تعبئة حوض مبنى الاحتواء وأصدر إنذارًا عند الساعة 4:11 صباحًا. كان هذا الإنذار، بالإضافة إلى درجات الحرارة خط تصريف صمام التنفيس الدليلي الأعلى من المعتاد والارتفاع غير العادي لدرجات حرارة وضغط مبنى الاحتواء، مؤشرات واضحة على وجود حادث فقدان مستمر للمبرد، ولكن تجاهل المشغلون هذه المؤشرات في البداية. عند الساعة 4:15 صباحًا، تمزق غشاء تنفيس خزان تنفيس الضغط، وبدأ المبرد المشع يتسرب إلى مبنى الاحتواء العام. ضُخ المبرد المشع من حوض مبنى الاحتواء إلى مبنى مساعد، خارج الاحتواء الرئيسي، حتى توقفت مضخات الحوض عند الساعة 4:39 صباحًا.